# Defektoskopia rentgenowska

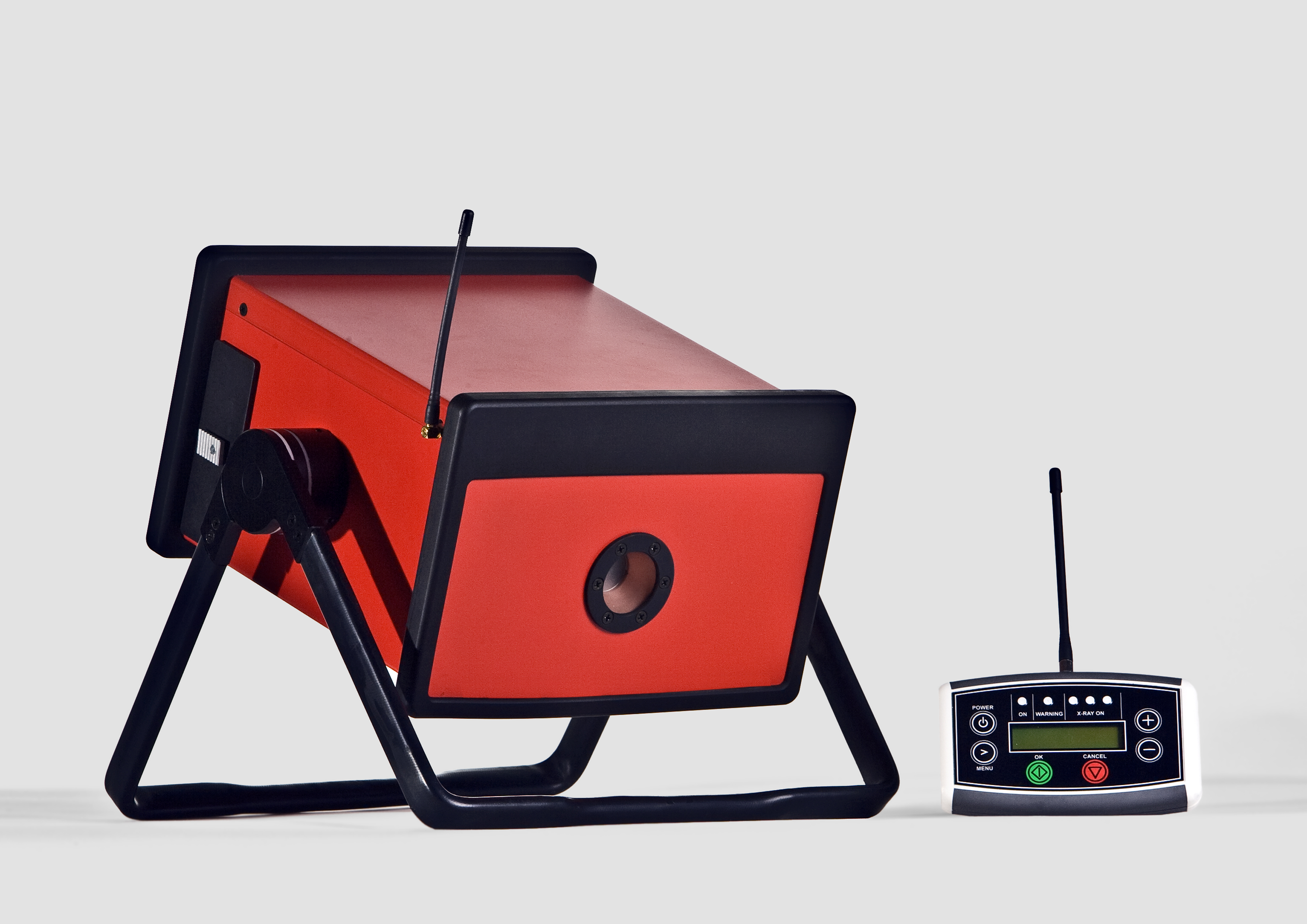
Przenośny defektoskop rentgenowski

Defektoskopia rentgenowska – defektoskopia polegająca na prześwietlaniu przedmiotu odpowiednim promieniowaniem przenikliwym oraz rejestrowaniu obrazu przy pomocy klisz, rejestracji licznikowej albo wizualizacji na ekranach, w postaci tzw. rentgenogramu.